# John McClane
John McClane és un personatge de ficció interpretat per l'actor Bruce Willis a la saga de Die Hard, a Espanya coneguda com La jungla de cristal, on és el protagonista; també apareix al videojoc Call of Duty: Black Ops Cold War. Segons la revista Empire és el dotzè en la llista de cent millors personatges de pel·lícules . La frase més famosa del personatge és " Yippee-ki-yay motherfucker, que ho repeteix a cada pel·lícula abans de matar el cap terrorista a les 5 pel·lícules.

## Descripció
John Mclane està basat en el personatge del detectiu Joe Leland, un personatge de la novel·la de Roderick Thorp, Nothing Lasts Forever, conjuntament amb un altre personatge, Frank Malone, de la novel·la de Walter Wager, 58 Minutes (posteriorment adaptada com a Die Hard 2). A més a més, està inspirat en Harry el Sucio. A Die Hard el cap dels terroristes (Alan Rickman) el descriu com un "cowboy americà" que es creu que és John Wayne.
El Matrimoni McClane està constantment en crisi, fins que finalment acaba en divorci. La viglilància de carrers i el seu menyspreu cap a l'autoritat el porten a quasi perdre la seva feina de policia més d'una vegada. També té una forta addció al tabac. El seu cap, a Die Hard with a Vengeance el descriu "com a dos passos de convertir-se en un autèntic alcohòlic".
El tràiler de Die Hard als Estats Units deia "l'últim que vol McClane és ser un heroi, però no té una altra opció". En la quarta pel·lícula ell diu que s'involucra en situacions perilloses perquè "no hi ha ningú més per fer-ho". A la cinquena pel·lícula és el seu fill que li diu això.

## Representació
A Die Hard (1988), John McClane és un detectiu del Departament de Policia de Nova York des de fa onze anys. Al principi de la primera pel·lícula, està separado de la seva dona, Holly Gennaro (Bonnie Bedelia), que està utilizant el seu cognom de soltera. Holly es muda a Los Ángeles varios mesos abans per a seguir una carrera, conduint a la seva separació. Tenen dos fills, la Lucy i en John, Jr.
A la Nit de Nadal, McClane fa una visita a la seva dona al seva feina a Nakatomi Plaza. Al mateix tiemps, Hans Gruber inicia el seu pla per a robar 640 milions de dòlarss en bonus al portador i agafa els treballadors de l'empresa Nakatomi, incloent a la Holly, de hostatges. McClane s'escapa durant la ronda inicial d'instal·lació de presoners i, finalment, derrota als terroristes.
Després dels succesos de Die Hard, McClane es trasllada a Los Ángeles, on és ascendit a tinent. Durant aquest tiemps, McClane sembla haver-se convertit en un herio nacional. A la segona pel·lícula revela que va aparèixer a la revista People i la televisió, i es descrit per l'exmilitar i terrorista Coronel Stuart com "l'heroi que va salvar als presoners de Nakatomi".
A Die Hard 2 (1990), que té lloc a la Nit de Nadal de l'any següent, McClane descobreix que els mercenaris han pres el control de l'Aeroport Internacional Dulles a Washington D. C.. Han pres el control de les comunicacions de l'aeroport i amenacen amb provocar accidents d'avió a menys que es compleixin les seves demandes. La Holly, la seva ex-dona, es troba en un dels avions, el que provoca que en McClane, amb tots els mitjans possibles, acabi frustrant el pla dels terroristes.
A la tercera pel·lícula, Die Hard with a Vengeance (1995), la Holly y en John McClane s'han separat de nou i ell ha tornat a Nova York. McClane menciona la lluita a Zeus Carver (Samuel L. Jackson) mentres intenten sabotejar el pla de Simon Gruber (Jeremy Irons), germà de Hans Gruber, per a robar lingots d'or de la Reserva Federal.
A Live Free or Die Hard (2007) s'està celebrando el Dia de l'Independència. A McClane se li assigna custodiar a un hacker anomenat Matt Farrell (Justin Long) per a portar-lo davant l'FBI. Tot i això, descobreix que un grup de terroristes està realitzant una ciberamenaça inhabilitant la infraestructura del país (incloses les centrals elèctriques, llums de tràfico, transport, i els mercats financers). McClane y la seva esposa estan divorciats i a sobre la seva filla, la Lucy (Mary Elizabeth Winstead), no es parla amb ell. Durant el curs de la pel·lícula, la Lucy es segrestada pels terroristes como avantatge contra en McClane. Les accions anteriors d'en McClane semblen quasi oblidades, ja que en Farrell no tenia coneixement del seu passat i en McClane es un tant escèptic sobre el que va fer en el passat. Els dos lluiten contra els terroristes i després d'acabar amb ells, en McClane i la seva filla s'acaben reconciliant.
Reapareixerà en A Good Day to Die Hard (2013), aquest cop a un viatge a Rússia on es trobarà de nou en el pitjor moment i en el lloc menys adequat. La seva filla Lucy el deixa a l'aeropuert advertint-lo de que procuri "no fotre la pota". Es trobarà amb el seu fill Jack (Jai Courtney), qui resulta ser un agent secret en una missió especial a Moscou. Ambdós s'enfrontaran a un atac terrorista al més pur estil McClane, arrossegant-ho tot al seu pas.

## Família
Holly Gennaro
Holly Gennaro (formalment Holly Gennaro McClane) és la exdona d'en John McClane. En el transcurs de la saga la seva relació es fa més tensa i a la quarta pel·lícula ja porten divorciats des de 1997. La Holly es representada en les dues primeres pel·lícules per l'actriu Bonnie Bedelia.
Quant la Holly es presenta per primer cop a Die Hard, ella traballa all Nakatomi Plaza, un gratacel a Los Ángeles, on té la seu una empresa japonesa. El seu matrimoni amb el John ha estat congelat des de que va assumir la seva nova posició de treball i ell es nega a traslladar-se amb ella a Los Ángeles i deixar Nova York. La vida de la Holly és a Los Ángeles amb els seus fills. Acaben discutint sobre perquè la Holly decideix utilitzar el seu cognom de soltera a la feina, i estàn separats a la majoria de la pel·lícula, mentres que en John combat als terroristes.
A la tercera película és mencionada en una conversa i McClane fa un intent de parlar per telèfon amb ella. Ella encara viu a Los Ángeles i segueix casada amb ell. A Live Free or Die Hard, el ciberterrorista Thomas Gabriel treu les dades d'en McClane, senyalant que està divorciat de Holly McClane.
Lucy Gennaro - McClane
Nascuda el 1982, Lucy McClane és la filla del John. És interpretada per Taylor Fry a Die Hard i per Mary Elizabeth Winstead a Live Free or Die Hard i A Good Day to Die Hard. La seva primera aparició és a Die Hard parlant amb la seva mare per telèfon. Tena set anys.
A Live Free or Die Hard, li diu al seu novio que el seu pare està mort i utilitza el cognom de soltera de la seva mare, anomenant-se així com Lucy Gennaro. Thomas Gabriel la segresta i l'utilitza com avantatge front a McClane, a l'igual que McClane fa amb el Gabriel la seva novia. Durant una escena, agafa una pistola i dispara a un dels terroristes, llançant la pistola d'aquest al seu pare, però no ho aconsegueuix.
Abans de la quarta pel·lícula, la Lucy va aparèixer al videojoc de 2002 Die Hard: Vendetta, on és membre de la policia de Los Ángeles.
John «Jack» McClane, Jr
Nascut al 1984, fill d'en McClane, apareix breument a la primera pel·lícula com un nen petit, és interpretat per Noah Land. An Live Free or Die Hard, Thomas Gabriel es refereix a ell pel nom de "Jack". En els primers borradors del guió de Live Free or Die Hard, John Jr. va ser creat per a estar a la pel·lícula. Apareix de nou interpretat per Jai Courtney a la cinquena pel·lícula de la saga, A Good Day to Die Hard, aquest cop com a agent secret de la CIA destinat a protegir a un pres polític a Moscou. El seu pare acudirà a la capital russa per a ajudar al seu fill ja que pensa que ha tingut problemes amb la justícia. Els dos es retroben i hauran de lluitar contra algo més que terroristes.